# (28503) Angelazhang
(28503) Angelazhang est un astéroïde de la ceinture principale d'astéroïdes.

## Description
(28503) Angelazhang est un astéroïde de la ceinture principale d'astéroïdes. Il fut découvert le 4 février 2000 à Socorro (Nouveau-Mexique) par le projet LINEAR. Il présente une orbite caractérisée par un demi-grand axe de 2,41 UA, une excentricité de 0,19 et une inclinaison de 2,3° par rapport à l'écliptique.